# Mark Matveev
Pour les articles homonymes, voir Matveïev.
Mark Matveev (mentionné comme iconographe entre 1627 et 1648. Mort en 1648) est un iconographe russe. 
Il est l'auteur de l'icône de saint Georges pour l'église de la Déposition-de-la-robe-de-la-Vierge (1627). Il participe à la peinture de la cathédrale de la Dormition de Moscou (1642-1643). Il peint à fresque également à la cathédrale de la Dormition de la Princesse à Vladimir.

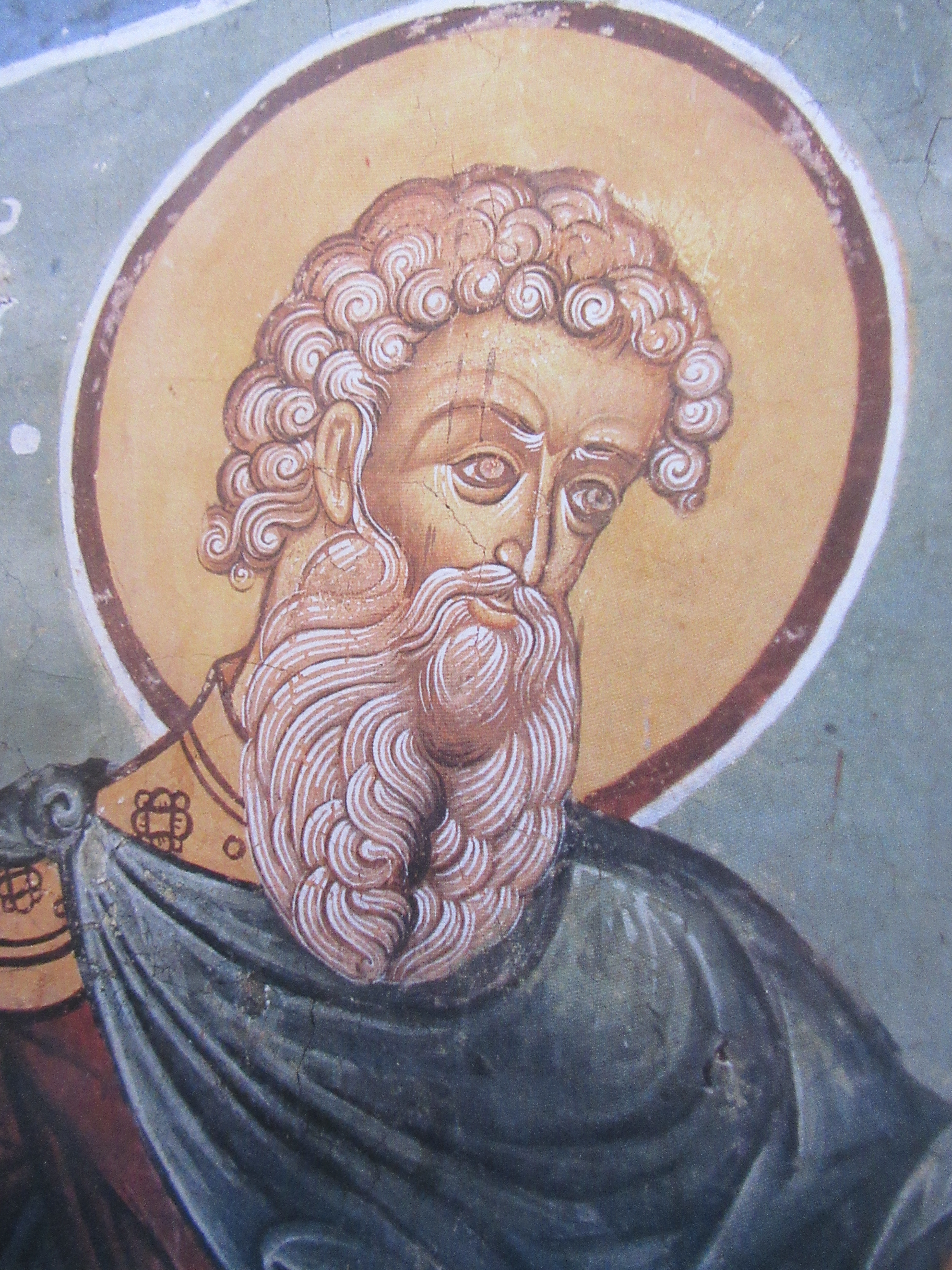
Dieu le Père, fresque de Mark Matveev
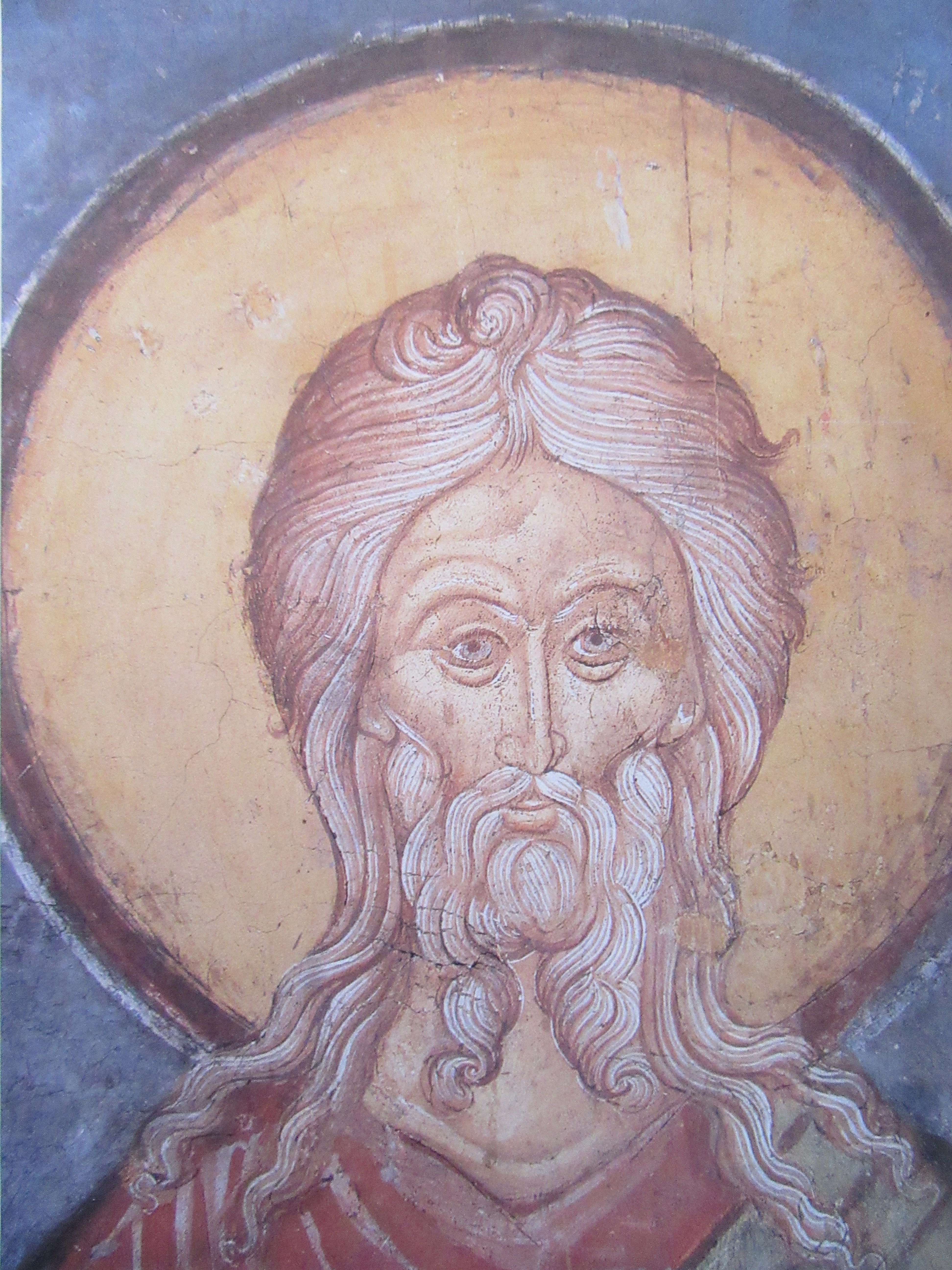
Abraham par Matveev, couvent Kniaguinine